# Rhaptopetalum
Rhaptopetalum es un género de plantas de flores perteneciente a la familia Lecythidaceae. Comprende 15 especies. 

## Especies
- Rhaptopetalum beguei
- Rhaptopetalum belingense
- Rhaptopetalum brachyantherum
- Rhaptopetalum breteleri
- Rhaptopetalum coriaceum
- Rhaptopetalum depressum
- Rhaptopetalum eetveldeanum
- Rhaptopetalum evrardii
- Rhaptopetalum geophylax
- Rhaptopetalum pachyphyllum
- Rhaptopetalum roseum
- Rhaptopetalum sessilifolium
- Rhaptopetalum sindarense
- Rhaptopetalum soyauxii
- Rhaptopetalum tholloni
- Rhaptopetalum tieghemi